# Seda Demir
Seda Demir (* 7. März 1983 in Istanbul) ist eine türkische Schauspielerin.

## Leben und Karriere
Demir wurde am 7. März 1983 in Istanbul geboren. Ihr Debüt gab sie 2007 in der Fernsehserie Yaprak Dökümü. Danach spielte sie in der Serie İntikam mit. Anschließend wurde sie für die Serie Yıldız Masalı gecastet. Außerdem trat Demir 2014 in Beyaz Karanfil auf. 2015 war sie in dem Film Evlenmeden Olmaz zu sehen. Demir nahm 2017 an der Sendung Survivor 2017: Ünlüler-Gönüllüler teil. 2022 bekam sie in dem Film Şimdi Yandık die Hauptrolle.

## Filmografie
Filme
- 2015: Evlenmeden Olmaz
- 2022: Şimdi Yandık

Serien
- 2007–2010: Yaprak Dökümü
- 2011: Yıldız Masalı
- 2013: İntikam
- 2014: Beyaz Karanfil

Sendung
- 2017: Survivor 2017: Ünlüler-Gönüllüler

## Theater
- 2009: 72. Koğuş